# Zoológico de Auckland
El Zoológico de Auckland (en inglés: Auckland Zoo) es un jardín zoológico de 16,35 hectáreas (40 acres) localizado en la ciudad de Auckland, en Nueva Zelanda, situado al lado del parque Western Springs no lejos del distrito central de negocios de Auckland. Está dirigido por el Consejo de la ciudad de Auckland con la Sociedad Zoológica de Auckland como una organización de apoyo.
El zoológico de Auckland abrió en 1922 experimentando dificultades iniciales, debido principalmente a los problemas de salud animal. En 1930, una gran colección de animales habían sido reunidos y se formó una sociedad zoológica. El zoológico se consolidó durante la Segunda Guerra Mundial y fue en ese momento que se puso bajo la dirección del teniente coronel Sawer. Después de la guerra, la colección se amplió, y en la década de 1950 algunos chimpancés fueron adquiridos para proporcionar a las fiestas del té un entretenimiento público, pero esta práctica cesó en 1964. En 1973, el zoológico se expandió hacia el parque adyacente de Western Springs. Desde finales de 1980 hasta la actualidad, muchas exposiciones antiguas fueron retiradas y reemplazados por instalaciones modernas. En 2011, el parque zoológico abrió su mayor desarrollo, llamado Te Wao Nui, que exhibe especies nativas de Nueva Zelanda tanto en flora como en fauna.